# Ново бежанијско гробље
Ново бежанијско гробље гробље је у Београду. Налази се на Бежанијској коси, на Новом Београду.
Површине је око 94 хектара, а конципирано као централно гробље за подручје Београда између леве обале реке Саве и Дунава. Основано је у августу 1974. године током масовне изградње у општини Нови Београд. Носилац израде и допуна детаљног урбанистичког плана гробља био је Завод за урбанизам и пројектовање, а руководилац тима пројекта архитекта Слободанка Прекајски.
Трудом протонамесника Драгана Глумца и јереја Владимира Замахајева, почетком двехиљадитих година, по благослову тадашњег патријарха српског господина Павла, започета је изградња цркве Светог апостола Томе на Новом бежанијском гробљу. Радови на цркви су завршени 2003. године, а 19. октобра исте године је освештана.
Ново бежанијско гробље је отворено гробље, а поред гробница, постоји и простор за розаријум, где се могу сместити урне.

## Галерија
- Гроб Савице Медаковића, војника Српске војске Крајине
- Гроб Маргите Стефановић
- Гроб Боре Дрљаче